# Stereo (film, 1969)
Pour les articles homonymes, voir Stéréo.
Pour plus de détails, voir Fiche technique et Distribution.
Stereo est un film canadien réalisé par David Cronenberg et sorti en 1969. Il s'agit de son premier long métrage.

## Synopsis
Dans un futur proche, au Canada. Dans l'institut scientifique Canadian Academy for Erotic Inquiry, des jeunes se portent volontaire comme cobayes pour diverses expériences sexuelles menées par le parapsychologue de Luther Stringfellow.

## Fiche technique
- Réalisation, scénario, photographie, production et montage : David Cronenberg
- Société de production : Emergent Films
- Distribution : Film Canada Presentations (Canada)
- Durée : 65 minutes
- Format : noir et blanc - 1.85:1 - 35 mm - Son mono
- Genre : science-fiction, expérimental
- Date de sortie : 1969

## Distribution
- Glenn McCauley et Mort Ritts : narrateurs
- Ronald Mlodzik
- Jack Messinger
- Paul Mulholland
- Iain Ewing
- Arlene Mlodzik
- Clara Meyer
- Glenn McCauley

## Production
Le tournage a lieu à Toronto, notamment à l'Université de Toronto à Scarborough. le film est tourné avec une caméra Bolex International, qui n'enregistre pas de son.

## Commentaire
Le film joue sur la double énonciation audio et image, l'un n'étant relié à l'autre que par le sujet, et par association d'idées (sorte de mise en abyme du thème de la télépathie). En effet, à l'image ne correspond aucun son : ni dialogue, ni bruits. Seule des voix en alternances récitent un texte expliquant une expérience scientifique assez complexe, étant le fruit de nombreuses recherches en télépathie, avec une approche sexuelle et ésotérique. L'aspect scientifique est fortement mis en avant dans la forme du film, insistant sur le rapport entre le chercheur et le patient, mais reste in-crédible (presque fantastique), c'est donc dans la vision que le film fait de l'homme et notamment des relations sociales que réside le principal message du film.